# Оранџвил (Онтарио)
Оранџвил (енгл. Orangeville) градић је у Канади у покрајини Онтарио. Према резултатима пописа 2011. у граду је живело 27.975 становника.

## Становништво
Према резултатима пописа становништва из 2011. у граду је живело 27.975 становника, што је за 3,9% више у односу на попис из 2006. када је регистровано 26.925 житеља.
| 2006.  | 2011.  |
| ------ | ------ |
| 26.925 | 27.975 |